# 泰里
泰里（ひろり、1994年12月29日 - ）は、日本の元女子プロレスラー。本名：小山 泰里（おやま ひろり）。

## 経歴
2013年
- 4月、石巻専修大学入学

2015年
- 12月、REINA入門[3]。

2016年
- 9月15日、練習生「ヒロリ」として結奈とエキシビション[3]。
- 10月28日、後楽園ホールにて花澄との同時デビュー戦を勝利。

2020年
- 5月6日、自身のブログで引退を発表[4]。
- 5月18日、Honda Cars奥州一関店入社。

## 人物
- 目標とするレスラーとして同郷のザ・グレート・サスケを挙げている[3]。みちのくプロレスを定期的に観戦していた。
- 得意技は丸め込み技、ドロップキック[5]。